# Mein Herz ist eine Jazzband (Film)
Mein Herz ist eine Jazzband lautet der Titel einer stummen Filmkomödie, den Friedrich Zelnik 1928 für seine Gesellschaft Efzet-Film GmbH (Berlin) nach einem Manuskript von Curt J. Braun realisierte und zugleich produzierte. Es war auch der Titel eines Foxtrottliedes von Willy Engel-Berger, zu dem Fritz Löhner unter seinem Künstlernamen „Beda“ den Text verfasst hatte. Es wurde zuerst 1927 in Wien in der Revue Chauffeur, ins Apollo! verwendet und gab danach den Titel zu dem Spielfilm ab.

## Handlung
Gesellschaftskomödie im Großstadtmilieu. Unbegründete Eifersucht verleitet einen verliebten Jugendlichen zum Versuch, auf strafbare Weise an Geld zu kommen. Er wird in einen Einbruchsdiebstahl verwickelt. Als das Vorhaben zu missglücken droht, führt er auf spielerische Weise die Rückgabe des Diebesgutes herbei, so dass alles wieder gut wird.

## Hintergrund
Die Bauten errichtete Andrej Andrejew, die Entwürfe für die Kostüme stammen von Walter Trier. Aufnahmeleiter war Adolf Essek, der Regie assistierte Louis Domke.
Für die Photographie zeichneten Frederik Fuglsang und Paul Rischke verantwortlich.
Die Illustrationsmusik komponierte Kinokapellmeister Artur Guttmann. Den Verleih besorgte die Deutsche First National Pictures GmbH (Defina).
Der Film wurde auch in Frankreich, Dänemark und Polen aufgeführt.
Der Film lag der Reichsfilmzensur erstmals am 1. Oktober 1928 in einer Länge von 8 Akten gleich 2825 m vor und erhielt unter der Nummer B.20588 Jugendverbot. Trotz Schnitten und Kürzung auf 2670 m wurde er nach erneuter Vorlage am 27. November 1928 unter der Nummer B.20933 weiterhin für die Jugend verboten. Die Oberprüfstelle Berlin bestätigte dieses Verbot am 1. Dezember 1928 unter der Nummer O.00936.
Anstoß nahm man an der Darstellung eines Einbruchdiebstahls, die geeignet sei, „nicht nur die sittliche, sondern auch die geistige Entwicklung Jugendlicher zu gefährden“.
Seine Uraufführung erlebte der Film am 28. Januar 1929 in Berlin im U.T. Universum.

## Rezeption
„Lya Mara ist mit dem Film ‚Mein Herz ist eine Jazzband‘ im Gloria-Palast eingezogen. Es ist Fasching, und jeder Unsinn ist erlaubt, wenn er nur lustig ist“, schrieb Siegfried Kracauer 1928 in seiner Filmrezension Fasching im Kino.

## Filmschlager
Der Foxtrott Mein Herz ist eine Jazzband wurde von verschiedenen deutschen und österreichischen Künstlern auf Grammophonplatte genommen. In Österreich spielten ihn die Charles Gaudriot Jazz, Moulin Rouge Wien mit Gesang der Duettisten Bauer & Reichmann (auf Odeon A 186.108, Matr. Ve 1368) und das Jazz Symphony a Tanečni Orchestr von Dol Dauber (auf Österr. HMV AM 1224, Matr. BK 2880-1); ferner die Klavier-Duettistinnen Lilly und Emmy Schwarz, Gesang am Doppelflügel (Bechstein) (auf Odeon O-2483 a / A 45 512. Matrize: Be 6914).
In Deutschland nahm den Titel Efim Schachmeister mit seinem Jazz-Symphonie-Orchester (auf Grammophon 21 227 / B 41 985, Matr. 942 ½ bd) im Oktober 1927 instrumental auf, mit Refraingesang von Luigi Bernauer außerdem das Homocord-Orchester (bei Homocord 4-2901, Matr. M 20 859) am 7. Dezember 1928.